# Podoribates glaber
Podoribates glaber är en kvalsterart som först beskrevs av Berlese 1916.  Podoribates glaber ingår i släktet Podoribates och familjen Mochlozetidae. Inga underarter finns listade i Catalogue of Life.